# Gnaius Cornelius Scipio Calvus
Gnaius Cornelius Scipio Calvus behoort tot de tak van de Scipio's in de gens Cornelia. Hij is de oom van Publius Cornelius Scipio Africanus maior.
Als consul neemt hij in 222 v.Chr. deel aan de Tweede Punische Oorlog. Hij zal in 218 v.Chr. samen met zijn broer, consul Publius Cornelius Scipio in 218 v.Chr. aan het hoofd van twee exercitus (legers) naar Hispania worden gezonden. Hij boekt daar in hetzelfde jaar zijn eerste overwinning in de Slag bij Cissa.
De opstand van de Masaesylen van Numidië onder Syphax, tegen Carthago (215 v.Chr. - 212 v.Chr.), dwingt de Carthaagse legers terug te trekken naar Africa, zodat de Romeinen hun veroveringen ten zuiden van de Ebro kunnen uitbreiden. Maar wanneer Syphax vrede heeft gesloten met Carthago (212), lijden de twee gescheiden optrekkende exercitus, die al waren doorgedrongen tot in Hispania Baetica, het huidige Andalusië, een nederlaag, waarbij hun leiders sneuvelen, tegen een groter leger (211), aangevoerd door Mago Barkas en Hasdrubal Barkas, broers van Hannibal Barkas.